# Nuno Bico
Pour les articles homonymes, voir Bico.
Nuno Miguel Alves Matos Bico (né le 3 juillet 1994 à Viseu) est un coureur cycliste portugais, professionnel entre 2013 et 2019.

## Biographie
En 2013, Nuno Bico intègre l'équipe continentale Rádio Popular. Il remporte le championnat du Portugal sur route espoirs en 2015 et est recruté l'année suivante par Klein Constantia, équipe formatrice associée à l'équipe professionnelle Quick-Step Floors. Il est notamment troisième du championnat du Portugal espoirs, septième du Liège-Bastogne-Liège espoirs et du Tour de l'Alentejo, remporté par son coéquipier Enric Mas. L'équipe Klein Constantia est cependant dissoute à l'issue de la saison. 
Nuno Bico est alors recruté pour 2017 par l'équipe World Tour espagnole Movistar,,. La même année, il subit une intervention chirurgicale au niveau de son artère iliaque. Après deux saisons en tant qu'équipier, il rejoint la formation Burgos-BH en deuxième division.
En 2019, il termine le Tour d'Espagne, son premier et seul grand tour. À l'issue de la saison, il met un terme à sa carrière à 25 ans en raison de douleurs persistantes à l'artère iliaque.

## Palmarès
- 2015
  -  Champion du Portugal sur route espoirs
- 2016
  - 3e du championnat du Portugal sur route espoirs

### Résultats sur les grands tours

#### Tour d'Espagne
1 participation
- 2019 : 153e

## Classements mondiaux
| Année           | 2016   |
| --------------- | ------ |
| UCI Europe Tour | 1 048e |